# كون جون
كون جون (هانغل: 권준) هو لاعب كرة قدم كوري جنوبي في مركز الدفاع، ولد في 12 أكتوبر 1987 في كوريا الجنوبية. شارك مع منتخب كوريا الجنوبية تحت 20 سنة لكرة القدم. أما مع النوادي، فقد لعب مع نادي برسبوليس ونادي بوليس تيرو ونادي تامبينس روفرز ونادي فيغورينسي.

## وصلات خارجية
- كون جون على موقع قاعدة بيانات كرة القدم.إي يو (الإنجليزية)
- كون جون على موقع Soccerway.com (الإنجليزية)